# Andrzej Bałaban
Andrzej Zdzisław Bałaban (ur. 18 kwietnia 1947 w Lublinie) – polski prawnik, profesor nauk prawnych, nauczyciel akademicki, w latach 2007–2011 rektor Państwowej Wyższej Szkoły Zawodowej w Gorzowie Wielkopolskim, profesor zwyczajny Uniwersytetu Szczecińskiego.

## Życiorys
W 1970 ukończył studia prawnicze na Uniwersytecie Marii Curie-Skłodowskiej w Lublinie. Na tej uczelni uzyskał w 1974 stopień doktora nauk prawnych oraz habilitował się cztery lata później. W 2007 otrzymał tytuł profesora nauk prawnych.
Początkowo pracował na UMCS, gdzie w latach 1979–1986 kierował Zakładem Prawa Rolnego, od 1981 był jednocześnie prodziekanem Wydziału Prawa. Później związany z Uniwersytetem Szczecińskim, gdzie w 1988 objął kierownictwo Katedry Prawa Konstytucyjnego (przekształconej później w Katedrę Prawa Konstytucyjnego i Integracji Europejskiej). Od 1993 do 1996 był prorektorem tej uczelni. Został również profesorem PWSZ w Gorzowie Wielkopolskim, zajmował stanowiska prorektora, zaś w latach 2007–2011 rektora tej szkoły.
Pełnił funkcję sekretarza generalnego Szczecińskiego Towarzystwa Naukowego oraz członka Komisji Dyscyplinarnej dla Nauczycieli Akademickich Rady Głównej Szkolnictwa Wyższego. Jest także członkiem rady naukowej Spółdzielczego Instytutu Naukowego. W pracy naukowej zajął się zagadnieniami z zakresu prawa konstytucyjnego, legislacji i samorządu.
W 2001 odznaczony Krzyżem Kawalerskim, a w 2011 Krzyżem Oficerskim Orderu Odrodzenia Polski.